# Lamprosema commixta
Lamprosema commixta là một loài bướm đêm trong họ Crambidae.